# Charles Emmett (cầu thủ bóng đá)
Charles tr. Emmett là một cầu thủ bóng đá người Anh thi đấu ở vị trí hậu vệ trái.

## Sự nghiệp
Sinh ra ở Newcastle, Emmett thi đấu cho St Anthony's, Bradford City và Dipton United.
Đối với Bradford City ông có 1 lần ra sân ở Football League.